# Gunnar Schiller
Gunnar Fredrik Schiller, född 10 juli 1921 i Grangärde (nedkomst i Stockholm), död 28 november 1982 i Tumba församling, var en svensk målare och tecknare. 
Han var son till apotekaren Herman Fredrik Schiller och Tekla Krook samt från 1949 gift med Ingrid Marianne Löwgren. Schiller studerade på linjen för dekorativ målning vid Konstfackskolan i Stockholm 1943–1948 och bedrev därefter kortare studier vid olika akademier i Danmark, Schweiz och Italien innan han studerade för André Lhote i Paris 1948–1949. Han var från 1949 verksam som konservator samtidigt som han praktiserade för olika konservatorer. Han studerade för Simon Sörman vid Konsthögskolans materialinstitut 1950–1952 samt genomgick kurser i konsthistoria och arkitektur vid akademien 1952–1954. Han tilldelades Helge Ax:son Johnsons resestipendium som han använde för studier vid National Gallery i London och året efter studerade han vid Laboratorie Centrale de Musée de Belgique i Bryssel. Han tjänstgjorde på Nationalmuseums röntgenlaboratorium 1957 och på ett stipendium från Deutscher Akademischer Austauschdienst vistades han vid konservatorinstitutet i München 1958. Han utnämndes till målerikonservator vid Nationalmuseum 1959 och efterträdde därmed Gustaf Jaensson. Bland hans offentliga arbeten märks en väggmålning i Götlunda församlingshem med bilder ur sockens liv och historia och har även arbetat med färgsättning och dekorativt måleri för olika kyrkor och offentliga lokaler. Som fri arbetande konstnär medverkade han i samlingsutställningar i bland annat Arvika, Södertälje och Tullinge.